# Рогожарски (фабрика)
Прва српска фабрика аероплана Живојин Рогожарски А. Д. је формирана на основу одобрења Индустријске коморе у Београду 21. априла 1924. године. Оснивач фабрике је био Живојин Рогожарски.

## Историјат
У свом раду „Мемоар о организацији ваздухопловства у Краљевству Срба, Хрвата и Словенаца“ генерал пилот Милан Узелац је поред свега осталог, истакао значај развоја домаће ваздухопловне индустрије. Он у том свом раду на једном месту каже: "Према изложеном моћи ће се ваздухопловство, да у рату буде стално способно за акцију, само на домаћем производу аеронаутичког материјала основати, тј. у нашим сопственим фабрикама, које би нам осигурале исто тако допуну текућих губитака, као у свако доба неопходну нужну опрему најновијим типовима." Не само искуство Србије него и осталих земаља учесница у Првом светском рату говоре у прилог ове тврдње. Стога је 1923. Министарство војске и морнарице расписало конкурс за избор домаћих предузећа, којима би се уз одговарајућу техничку, материјалну и организациону помоћ државе поверила израда авиона. На расписаном конкурсу се пријавило неочекивано велики број државних и приватних предузећа. У оштрој конкуренцији уговор су добиле две мале приватне фирме: Икарус из Новог Сада и Рогожарски из Београда. Рогожарски је првобитно била столарска радионица у Београду, у Владетиној улици, али је давала наду да ће бити у могућности да организује производњу ваздухоплова, јер је њен власник Живојин Рогожарски у току Првог светског рата радио у Будимпешти као мајстор на изради аероплана. Фабрика Рогожарски је основана 21. априла 1924. године као Прва српска фабрика аероплана Рогожарски у Београду.

## Почетак производње
У циљу провере, Одељење за ваздухопловство је код Рогожарског наручило израду двадесет и седам крила за авион Мали Бранденбург ШБ-1 (оригиналан назив Ханса Бранденбург Б1). Испорука првих фабрикованих крила за ШБ-1 је отпочела 1924. године., пошто је успешно обавила посао, фабрика Рогожарски је склопила уговор и за израду 10 комплетних авиона ШБ-1. ШБ-1 је био лаки школски авион-двокрилац са једним мотором Мерцедес снаге 100КС. Пробни лет првог серијског авиона ШБ-1 израђеног код Рогожарског је извршен на Бањици 10. маја 1925. године. До краја 1926. године код Рогожарског је произведено 22 примерка авиона ШБ-1 и 24 примерака авиона типа Средњи Браденбург СБ-1 са моторима Аустро-Дајмлер снаге 160 КС и 185 КС. Фабрика је била охрабрена овим напретком и почела је да уговара нове послове.
Крајем 1927. године Команда ваздухопловства на челу са генералом Станојловићем наручује 12 извиђачких авиона Физир-Мајбах од 260 KS. Осим серије од 12 Физир-Мајбаха, у фабрици Рогожарски је на основу исте концепције, у периоду од 1928. до 1931. године израђено више прототипа, као што су: једномоторним Физир Лорен 1928. године, са мотором снаге 450 KS, Физир Хиспано 1928. године, са мотором снаге 450 KS, једномоторни Физир-Рајт 1930. године, са мотором снаге 220 KS, Физир Ф1Г-Кастор 1930. године, са мотором снаге 220 KS и Физир Ф1Г-Титан 1930. године, са мотором снаге 230 KS. Израда овако великог броја прототипова је било проузроковано великим проблемом набавке авио мотора који су потицали из увоза, репарација или ратног плена јер домаће производње авио мотора у то време није било. У серијску производњу је ушао само прототип Физир-Рајт. Комплетну производњу ваздухоплова типа Физир је касније у потпуности преузела фабрика Змај из Земуна.

## Развојно - техничка функција
Схватајући значај развојне функције у производњи авиона, Рогожарски је запослио инж. Виљема Шустера, формирао конструкциони биро и решио да осим лиценцне производње почне да реализује и домаће пројекте. Тада је (1929. године) покренуо израду сопственог тренажног авиона Рогожарски АЖР, са мотором Валтер Кастор снаге 240 КС. Овај авион у хоризонталном лету могао је да постигне брзину од 240 km/h и ако је имао време пењања 38 минута на висину од 5000 m, због примедби на управљивост авиона Команда ваздухопловства није дозволила серијску производњу.

## Криза
Рогожарски је у то време доста новца инвестирао у развој нових пројеката и производних погона, па је делом због тога али и због изостајања нових поруџбина изазваних светском економском кризом и неплаћених дугова доспео у стечај. Главни поверилац фабрике авиона Рогожарски је била Општа трговинска банка која је почетком 1934. године преузела контролу над предузећем. Исте године 1934. компанија је поново почела са радом, али као акционарско друштво под називом Прва српска фабрика аероплана Живојин Рогожарски А. Д.. Управа предузећа је поверена млађој и способној екипи у којој је техничко руковођење фабриком преузео већ афирмисани конструктор авиона Сима Милутиновић. Доласком инж. Симе Милутиновић за техничког директора фабрике Рогожарски знатно је ојачана и развојна функција што доказује број прототипова и фабрикованих авиона у периоду од 1934. до 1941. године. Први посао који је направљен у трансформисаном предузећу Рогожарски био је израда прототипа школског ловачког авиона Рогожарски ПВТ. Војска је са своје стране помогла да се фирма извуче из дугова откупом авиона Рогожарски АЖР и поруџбином од 40 авиона Физир ФН у 1935. години.

## Поновни успон
Од 1935. године долази до оживљавања привредних активности у Краљевини СХС па тиме и ваздухопловне индустрије. Фабрика авиона Рогожарски прати општи тренд развоја и овај период од 1935. до 1941. године представљају „златне године“ у пословању фабрике авиона Рогожарски. Вредност производње 1935. године износила је 4,5 милиона динара а 1939. преко 51 милион, што је повећање преко десет пута. То је пратило повећање производних капацитета и броја радника са 85 у 1935. на 899 крајем 1939. године. Пред рат, фабрика је имала око 1.000 запослених радника. У том периоду Рогожарски је произвео следеће авионе: школски авион Физир ФН, по пољској лиценци РВД-8, РВД-13 и РВД-13С, школски ловачки авион Рогожарски ПВТ, тренажни авион једносед са ознаком Рогожарски Р-100, чувени југословенски ловац ИК-3, спортски авион Рогожарски СИМ-VI, школски тренажни Рогожарски СИМ-Х, акробатски авион Рогожарски СИМ-XI, хидроавионе Рогожарски СИМ-XII-Х и Рогожарски СИМ-XIV-Х, прототип школског авиона Рогожарски Бруцош, прототип вишенаменског борбеног авиона Рогожарски Р-313. Рогожарски је такође 1941. године, по енглеској лиценци израђивао и чувени британски ловачки авион Хокер харикен Мк-1. Поред редовне производње (серијске и израде прототипова) у фабрици су вршене веће поправке авиона, оне које нису могле да обаве пуковске радионице, ревизије авиона властите и туђе производње и производња делова авиона по поруџбини.

## Други светски рат
Априла месеца 1941. године након капитулације Краљевине Југославије, Немци су запленили сав материјал, делове и започете као и затечене авионе на оправци или ревизији у фабрици авиона Рогожарски у Београду, реквирирали фабрику која је наставила да ради за потребе немачких окупационих власти под именом Werwirtschaftsstab Südost und Verbindungsstelle der C.L. - Rogozarski.

## Савезничко бомбардовање
Током рата тј. 16. и 17. априла 1944. године фабрика Рогожарски је оштећена у току савезничког бомбардовања Београда.

## Национализација
Након ослобођења Београда и Земуна преостали производни капацитети фабрике Рогожарски су укључени у опште напоре за ослобођење земље. Фабрика Рогожарски је припојена заједно са делом фабрике Змај 1946. године Земунском Икарусу у новоформирану потпуно национализовану ваздухопловну индустрију (Државна Фабрика Авиона). Од тада је Рогожарски престао да ради као Прва српска фабрика аероплана Рогожарски. За 22 године свога постојања у погонима ове фабрике произведено је 305 авиона. Развијено је и израђено 15 прототипова авиона домаће конструкције а 5 типова авиона је произвођено на основу купљених лиценци. Касније је (1948. године) у погонима фабрике Рогожарски на простору оивичен улицама Далматинска, Станоје Главаша, Кнез Данилова и Старине Новака формирана Индустрија Котрљајућих Лежаја - ИКЛ Београд.

## Технологија производње авиона у фабрици авиона Рогожарски
У време док је радила фабрика авиона Рогожарски доминантан конструкциони материјал за израду авион је било дрво. Дрво као конструкциони материјал за израду авиона има следеће добре особине: малу специфичну тежину, лако се и јефтино обрађује, висока отпорност на замор материјала, јефтина и лака поправка авиона направљених од дрвета, ниска цена дрвета у односу на остале конструктивне материјале и отпорност на рђу. Када се овоме дода још и то да у то време у нашој земљи није постојала развијена производња осталих конструктивних материјала као што су високо легирани челици, легуре алуминијума типа Дурал или остале лаке легуре на бази магнезијума, а дрвета свих могућих врста и квалитета смо имали у изобиљу природно је било очекивати да се производња авиона у нас углавном одвијала на бази дрвета као основног конструктивног материјала.
Фабрика авиона Рогожарски је важила за најбољу фабрику авиона дрвених конструкција у тадашњој Југославији. Почела је као столарска радионица непосредно после Првог светског рата и развила се у првокласну фабрику авиона. Док су остале фабрике авиона као што су Икарус, Змај и Фабрика авиона у Краљеву, захваљујући лиценцама, прешле на производњу авиона металне или комбиноване конструкције, Рогожарски је остао везан за традиционалну производњу авиона дрвене конструкције све до почетка Другог светског рата.

## Производња авиона домаће конструкције
- Физир-Мајбах - школски (32 примерака 1927. до 1929. год.)
- Физир Лорен – школски (1 примерак конверзија - прототип 1928. год.)
- Физир Хиспано – школски / извиђач (1 примерак конверзија – прототип 1928. год.)
- Физир-Рајт – школски (1 примерак - прототип 1930. год.)
- Физир Ф1Г-Кастор – школски (1 примерак - прототип 1931. год.)
- Физир Ф1Г-Титан – школски (1 примерак - прототип 1931. год.)
- СИМ-VIII - спортско туристички авиона (3 примерка 1931. год.)
- Рогожарски АЖР- прелазни школски (1 примерак –прототип 1934. год.)
- Рогожарски ПВТ – (скраћеница од Прелазни Ваздухопловно Технички)-ловачки школски авион (61 примерак 1935—1941. год.)
- Физир ФН - школски (40 примерака 1935. год.)
- Рогожарски СИМ-VI - спортско-туристички (2 примерка-прототип 1936. и 1937. година)
- Рогожарски ПВТ-Х – прелазно школски хидроавион (1 примерак конверзија ПВТ +3 примерка 1937. год.)
- Рогожарски СИМ-Х – једномоторни школски авион двосед за почетну обуку и пилотажу (21 примерак 1937. год.)
- Рогожарски СИ-ЏИП – модификација СИМ-Х са мотором Џипси Мајор (1 примерак конверзија СИМ-Х 1940. год )
- Рогожарски СИ-ЏИП – модификација СИМ-Х школски авион за ноћно летење (1 примерак конверзија СИМ-Х 1941. год)
- Рогожарски ИК-3 – ловац једносед (1 примерак – прототип 1937. год.)
- Рогожарски ИК-3 – ловац једносед (12 примерака – серијска производња 1940. год.)
- Рогожарски Р-100 – једномоторни авион, једносед за обуку у вишим пилотским школама (26 примерака 1938. и 1939. год.)
- Рогожарски СИМ-XI – акробатски авион, једносед намењен за обуку и тренажу пилота ловаца (1 примерак – прототип 1938. год.)
- Рогожарски СИМ-XII-Х – школски хидроплан (1 прототип +4 примерка 1938. + 4 примерка 1940. год.)
- Рогожарски СИМ-XIV-Х – обални извиђач (1 прототип 1938. + 6 примерака 1939. год.)
- Рогожарски СИМ-XIVБ–Х – бомбардер хидроавион (12 примерака 1940. год.)
- Рогожарски Бруцош (НМС)– школски авиона (1 прототип 1940. год.)
- Рогожарски Р-313 (првобитно назван СИМ-XV) – вишенаменски борбени авион –разарач (1 примерак – прототип 1940. год)

## Производња авиона по лиценци
- Мали Бранденбург - (школски двосед 22 примерака 1925—1928. год)
- Средњи Бранденбург - (школски двосед прелазни 24 примерака 1926—1928. год)
- РВД-8 – спортско туристички авион по пољској лиценци (3 примерак 1935. год.)
- РВД-13 – спортско туристички тросед по пољској лиценци (4 примерка 1939. год.)
- РВД-13С – санитетски авион по пољској лиценци (2 примерка 1939. год.)
- Хокер харикен Мк-1 - ловачки авион произведен по енглеској лиценци (18 примерака 1941. год)

- Авион Ханса Бранденбург B.I направљен у фабрици авиона Рогожарски
- Авион РВД-8 направљен у фабрици авиона Рогожарски
- Авион РВД-13 направљен у фабрици авиона Рогожарски